# Medaille für hervorragende Leistungen im Verkehrswesen der Deutschen Demokratischen Republik
Die Medaille für hervorragende Leistungen im Verkehrswesen der Deutschen Demokratischen Republik war eine staatliche Auszeichnung  der Deutschen Demokratischen Republik (DDR), welche in Form einer tragbaren Medaille verliehen wurde.

## Geschichte
Gestiftet wurde die Medaille am 30. Januar 1975 in einer Stufe. Ihre Verleihung erfolgte für hervorragende Leistungen bei der Er- und Übererfüllung der Planaufgaben, aber auch für aktiven Einsatz, umsichtiges Verhalten und beispielgebender Arbeit. Allerdings war die Höchstverleihungszahl auf 100 Träger jährlich begrenzt. Die Medaille konnte auch nur einmal an ein und dieselbe Person verliehen werden.

## Aussehen und Tragweise
Die vergoldete Medaille mit einem Durchmesser von 30 mm zeigte auf ihrem Avers das Symbol des Verkehrswesens umgeben von einem Punktkranz. Daran anschließend ist die Umschrift: FÜR HERVORRAGENDE LEISTUNGEN (oben) und IM VERKEHRSWESEN (unten) zu lesen. Die beiden Wortgruppen sind dabei von zwei kleinen Lorbeerzweigen getrennt. Das Revers der Medaille zeigt dagegen das große Staatswappen der DDR. Getragen wurde die Medaille an der linken oberen Brustseite an einer 25 × 12,5 mm breiten blauen Spange, in welcher senkrecht ein 2,5 mm breiter roter Mittelstreifen eingewebt war. Auf der Interimsspange war zusätzlich die vergoldete Miniatur der Vorderseite der Medaille aufgelegt.